# Daniel Andrade
Daniel de Andrade Loureiro (Niterói, 2 de agosto de 1975), é um ator e designer de interiores brasileiro, mais conhecido por interpretar o peão Adrian Lucero em Esmeralda, o policial X9 Chicão em Prova de Amor e Miguel Pereira (Mascarado) no remake da telenovela Chiquititas.

## Biografia
Formou-se em 1997 pela Pontifícia Universidade Católica do Rio de Janeiro em Comunicação Social com ênfase em Publicidade. Fez curso regular de interpretação no Studio Escola de Atores, e entre 1997 e 1998 fez parte da Oficina de Atores da Rede Globo, na Zona Oeste do Rio de Janeiro. Em 1999, participou de um workshop com Antônio Amâncio. Entre os anos de 2000 e 2003 se formou também em Cinema pela Universidade Estácio de Sá e também cursou a escola de teatro da Casa de Arte das Laranjeiras, no Rio de Janeiro.
Em 1998, fez o personagem Álvaro na novela Brida na Rede Manchete com direção de Walter Avancini. No ano de 1999, foi para a TV Globo, onde interpretou o personagem Bruno no episódio "Garoto de Ipanema", do programa Você Decide, com direção de Wolf Maia e, continuando na TV Globo até 2001, fez Malhação e participou da Turma do Didi.
Foi para o SBT em 2004 até 2005, quando participou da novela Esmeralda. Depois foi para a Rede Record e lá fez algumas novelas: a primeira em 2006 (Prova de Amor) interpretando o policial X9 Chicão, a segunda em 2007(Luz do Sol). Em 2008 voltou com o personagem Zé Doido, na novela Os Mutantes. Participou também dos seriados A Lei e o Crime e Rei Davi.
Daniel também passou pelo cinema nos anos de 2000 e 2001, fazendo os curtas Genital com direção de Cláudia Jouvin, Infidelidade com direção de Karla Sabbá e Simulacro com direção de Thiago Medeiros. No teatro, fez peças como Uma Professora Muito Maluquinha, um grande sucesso do escritor Ziraldo com direção de Marcelo Caridad, além de Senhorita Júlia, O Campiello, Mephisto e a mais recente Indecência Clamorosa, com direção de Jacqueline Laurence.
Em 2013 assinou com SBT para integrar no elenco de Chiquititas, interpretando Miguel, O Máscarado, papel vivido por Mateus Carrieri na primeira versão brasileira. O ator já atuou na emissora em 2004 na novela Esmeralda.

## Filmografia
| Ano       | Título                           | Personagem                            | Notas                         | Emissora      |
| --------- | -------------------------------- | ------------------------------------- | ----------------------------- | ------------- |
| 1998      | Malhação                         | Piloto que participa de um rali       | Participação: Temporada 4     | TV Globo      |
| 1998      | Brida                            | Álvaro                                |                               | Rede Manchete |
| 1999      | Você Decide                      | Bruno                                 | Episódio: "Garoto de Ipanema" | TV Globo      |
| 2000      | Malhação                         | José Bittencourt (Zezinho)            | Temporada 7                   | TV Globo      |
| 2000      | A Turma do Didi                  | Coelho                                | Episódio: "27 de agosto"      | TV Globo      |
| 2004      | Esmeralda                        | Adrián Lucero                         |                               | SBT           |
| 2005      | Prova de Amor                    | Francisco Santos (Chicão)             |                               | RecordTV      |
| 2007      | Luz do Sol                       | Rodrigo Otávio                        |                               | RecordTV      |
| 2007      | Caminhos do Coração              | Zé Doido                              | Participação Especial         | RecordTV      |
| 2008      | Os Mutantes: Caminhos do Coração | Zé Doido                              | Participação Especial         | RecordTV      |
| 2009      | A Lei e o Crime                  | Orlando                               |                               | RecordTV      |
| 2010      | Bela, a Feia                     | Bernardo                              |                               | RecordTV      |
| 2010      | Balada, Baladão                  | Repórter                              | Especial de fim de ano        | RecordTV      |
| 2012      | Rei Davi                         | Esbaal                                | [ 2 ]                         | RecordTV      |
| 2013–2015 | Chiquititas                      | Miguel Pereira (Mascarado / Fantasma) |                               | SBT           |
| 2016      | A Regra do Jogo                  | Dr. Rodrigo Sampaio                   | Participação                  | TV Globo      |
| 2016      | Totalmente Demais                | Tomás Carvalho                        | Episódio: "20 de fevereiro"   | TV Globo      |
| 2016      | Haja Coração                     | Cliente da Agência Peripécia          | Participação                  | TV Globo      |
| 2016      | Os Dez Mandamentos               | Zinri                                 | Episódio: "5 de Julho"        | Record TV     |
| 2019      | A Dona do Pedaço                 | Bill                                  | Episódios: "7–13 de setembro" | TV Globo      |
| 2021      | Verdades Secretas II             | Lúcio Desantis                        |                               | TV Globo      |
| 2023      | Vai na Fé                        | Promotor Cabral                       | Episódio: "13 de abril"       | TV Globo      |
| 2024      | Elas por Elas                    | Lorenzo                               | Episódio: "13 de março"       | TV Globo      |
| 2024      | Família É Tudo                   | Rogério                               | Episódio: "27 de maio"        | TV Globo      |